# Parada Militar de Chile
La Gran Parada Militar en Honor a las Glorias del Ejército de Chile es un desfile militar que se realiza desde 1819, se efectúa en el parque O'Higgins de Santiago, la capital de Chile, cada 19 de septiembre para conmemorar el «Día de las Glorias del Ejército de Chile». En este homenaje al Ejército de Chile, participan las restantes instituciones de las Fuerzas Armadas, Carabineros de Chile y Policía de Investigaciones de Chile.
Chile celebra sus Fiestas Patrias en septiembre. La ley 2977 de 1915, promulgada en el gobierno de Ramón Barros Luco, fijó como días feriados el 18 de septiembre, originalmente el aniversario de la Primera Junta Nacional de Gobierno (1810), en «conmemoración de la Independencia Nacional» y el 19 de septiembre en «celebración de todas las glorias del Ejército».

## Historia

### Antecedentes

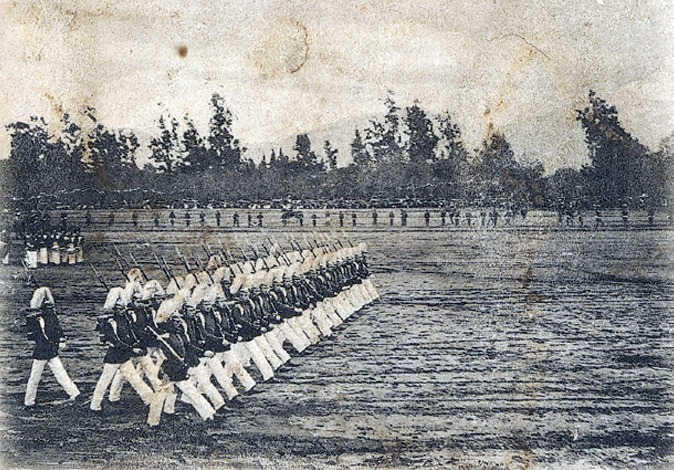
Parada militar a inicios del

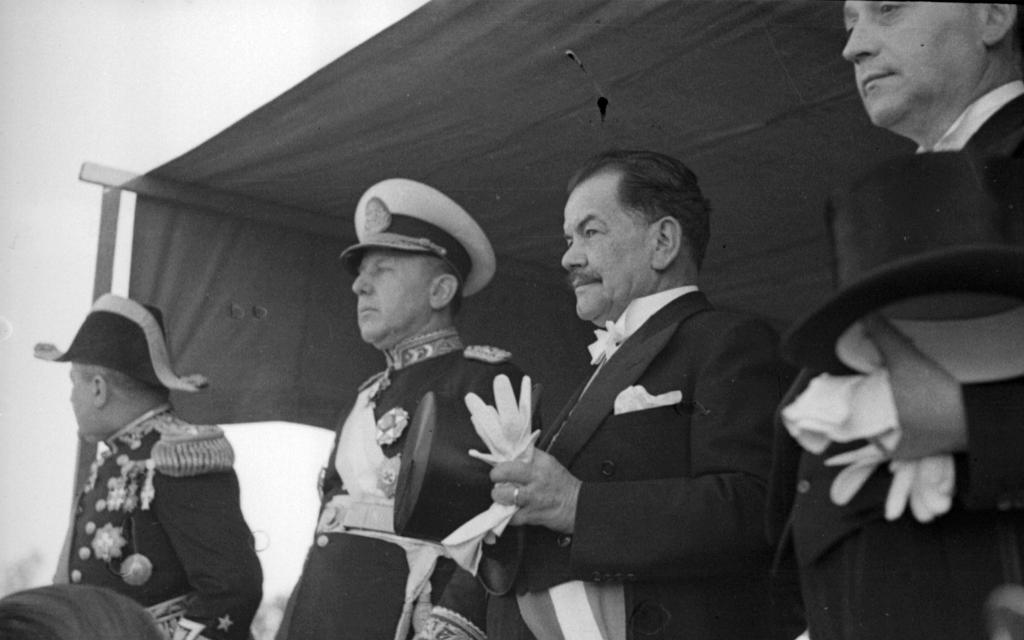
El presidente Pedro Aguirre en la Parada Militar de 1941.

Si bien en 1915 se instauró oficialmente el 19 de septiembre para conmemorar «todas las glorias del Ejército de Chile», los desfiles o revistas militares venían desarrollándose desde hacía muchos años en dicho país.
Según el poema épico La Araucana, del español Alonso de Ercilla, el toqui Caupolicán habría revistado a guerreros mapuches en 1557, lo que es considerado la primera revista militar en Chile. Siglos más tarde, y tras el establecimiento de la Primera Junta Nacional de Gobierno (1810) y la Declaración de independencia de Chile (1818), las paradas o ejercicios militares, denominados «despejes» —que en un principio consistían en ejercicios y simulacros de guerra—, se desarrollaban en el «Llano de Portales» y significaban una verdadera fiesta popular a la que asistían el presidente de la República y sus ministros de Estado, todos montados a caballo.
Por disposición gubernamental, la primera Parada Militar se llevó a cabo el 18 de septiembre de 1832, fecha del vigesimosegundo aniversario patrio, y fue presidida por el ministro Diego Portales bajo una intensa lluvia en el lugar llamado «La Pampa» (o «La Pampilla»). Posteriormente, en 1896, se realizó una versión más similar a la actual, en el Parque Cousiño, actual Parque O'Higgins, que contó con un desfile al estilo prusiano; en 1898, se adoptó en este desfile el paso regular prusiano usado por vez primera como paso de marcha y desfile oficial de la institución.

### Desarrollo

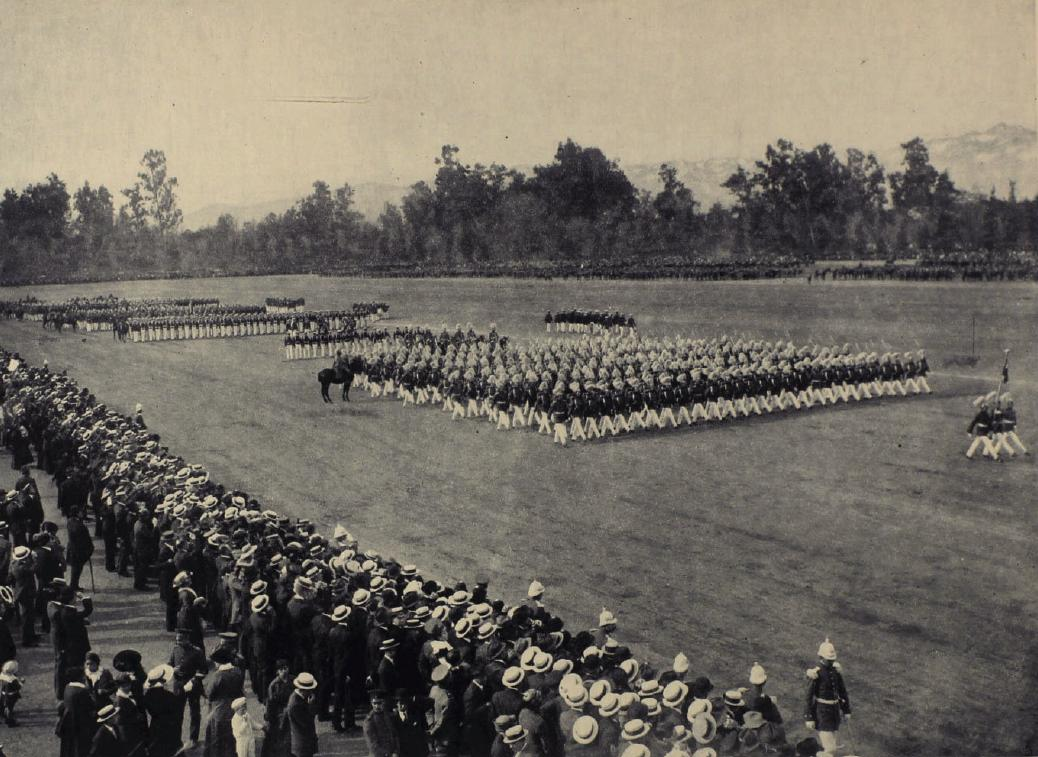
Parada militar a inicios del siglo XX

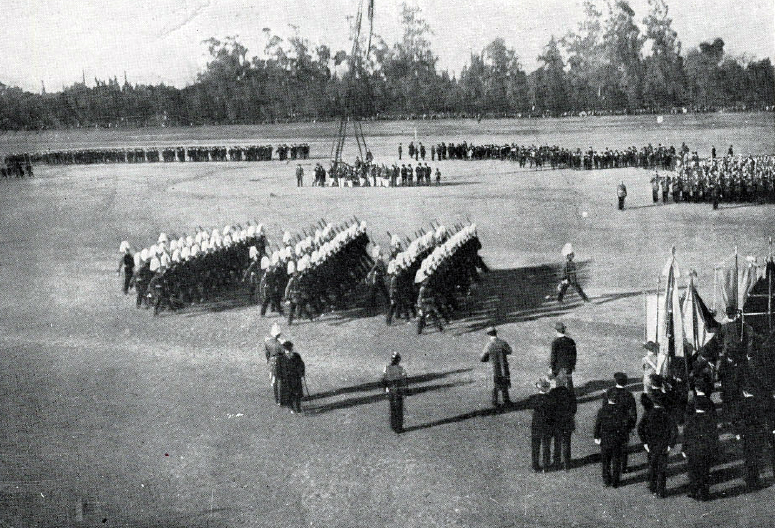
Escuela Militar en el desfile de 1912 en el entonces Parque Cousiño.

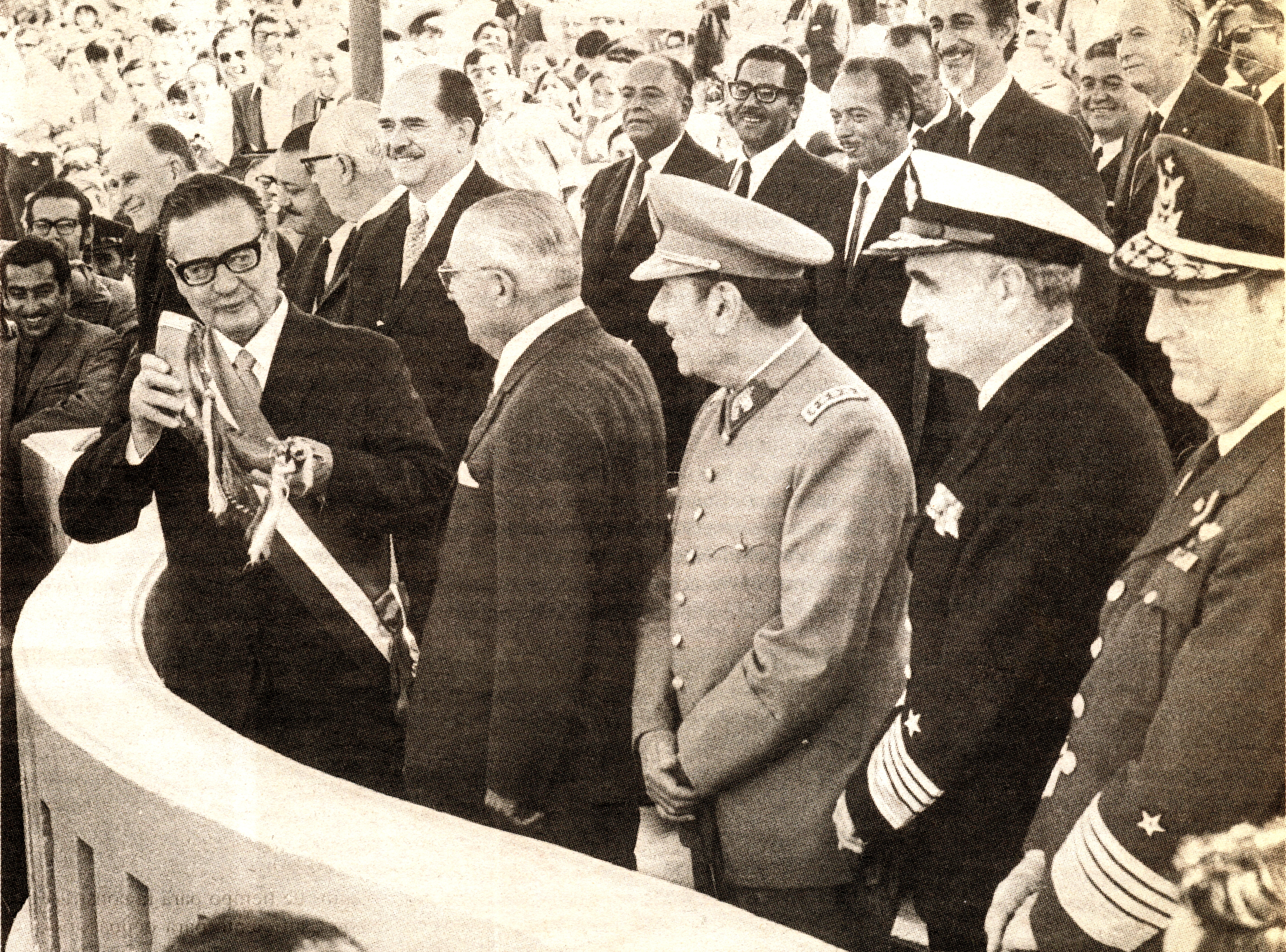
El presidente Salvador Allende en la Parada Militar de 1971 compartiendo la «chicha en cacho».

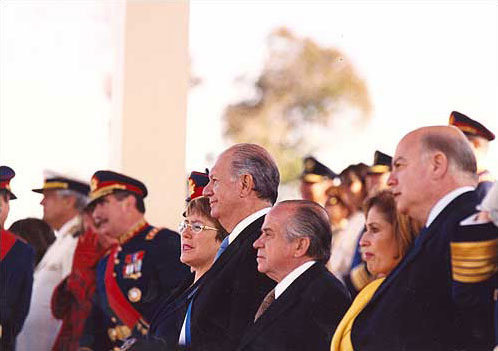
El presidente Ricardo Lagos en la Parada Militar de 2003, junto a la entonces Ministra de Defensa Michelle Bachelet y otras autoridades.

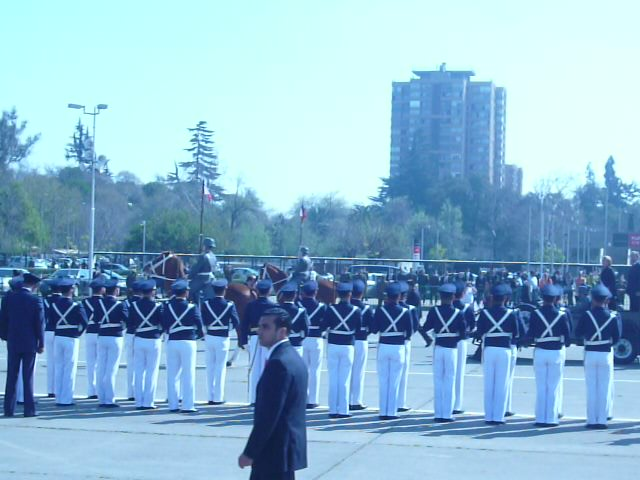
La presidenta Michelle Bachelet escoltada por el Regimiento Granaderos pasando por la Escuela de Aviación en la Gran Parada Militar.

Desde 1915, al instaurarse el «Día de las Glorias del Ejército», la Gran Parada Militar se ha realizado constantemente en el Parque O'Higgins con la presencia de las más altas autoridades civiles, militares y eclesiásticas de Chile.
Esta tradición se ha cancelado en cuatro ocasiones: en 1891, debido a la situación provocada por la guerra civil de ese año; en 1924, a causa del llamado «Ruido de sables»; en 1973, debido al estado de excepción imperante en el país tras el Golpe de Estado del 11 de septiembre de ese año —que significó no solo tener a contingente uniformado desplegado controlando el toque de queda y el estado de sitio, sino que también la suspensión del feriado del 19 de septiembre por única vez—; y en 2020, cuando se reemplazó por una reducida ceremonia en el patio Alpatacal de la Escuela Militar debido al estado de excepción constitucional de catástrofe decretado por la pandemia de COVID-19.
La Parada Militar de 1989, la última en el que participó el general Augusto Pinochet Ugarte como jefe de Estado de Chile, estuvo a cargo del mayor general del Ejército Jorge Lucar Figueroa. Desfilaron más de 20 000 efectivos (15 000 de ellos del Ejército) y numerosos tanques y aviones de combate. Destaca este acto debido a su duración, que fue por más de tres horas, y por la cantidad de material bélico mostrado. La Gran Banda de la Guarnición de Ejército de la Región Metropolitana desfiló con dos filas de 50 cajas, pitos y cornetas y más de 300 músicos. Como invitados especiales, se presentaron en el Escalón "Escuela Militar", delegaciones del Colegio Militar de la Nación y del Regimiento de Infantería 1 «Patricios» de Argentina, y cadetes de la Academia Militar das Agulhas Negras de Brasil. Además este fue el primer desfile de los vehículos blindados de infantería MOWAG en el escalón motorizado, todos de fabricación local, fruto del programa del industria militar nacional.[cita requerida]
El 19 de septiembre de 1990, en la primera Parada Militar luego del Retorno a la democracia, las tensiones que aún se vivían tuvieron repercusiones en ella. Entonces, el general Carlos Parera, en vez de solicitar el permiso de rigor al presidente, Patricio Aylwin para dar inicio al acto, se limitó simplemente a realizar un saludo, agraviando al presidente de la república. La Parada continuó su desarrollo normalmente, pero, sin embargo, el general fue dado de baja al año siguiente. Cabe destacar que ese año, no se presentó el Sub-Escalón Mecanizado ni el Sub-Escalón Aéreo por causa del mal tiempo.[cita requerida]
La Parada Militar de 1997 fue la última de Augusto Pinochet como Comandante en Jefe del Ejército, y estuvo a cargo del Mayor General Luis Cortés Villa. Popularmente ha sido considerada una de las mejores, tanto por la cantidad de material mostrado, entre ellos el fallido Proyecto Cohete Rayo, como por la cantidad de marchas ejecutadas y la cantidad de oficiales generales que formaron al mando de las tropas (12 en total). Cabe destacar que durante la presentación del escalón motorizado, se interpretó una marcha que había sido escrita en honor a Augusto Pinochet. También es el último año que la Gran Banda de la Guarnición Militar formó con 50 cajas de frente y dio comienzo a su presentación con tenida gris de parada (Feldgrau). Ese año, por primera vez desfilaron las mujeres en el Ejército con una adaptación del Feldgrau como tenida de parada, manteniendo la falda y la gorra. Desfilaron delegaciones extranjeras provenientes de Argentina, Brasil, Colombia, Ecuador, Perú y Uruguay y se presentaron por última vez la Escuela de Grumetes y la Gran Banda Naval; por parte del Escalón Carabineros de Chile, desfiló en esta parada la Escuela de Fronteras Teniente Hernán Merino Correa creada en el año anterior.[cita requerida]
En 1998, al ser la primera Parada Militar del nuevo comandante en jefe del Ejército de Chile, Ricardo Izurieta, desfiló por primera vez la Escuela de Telecomunicaciones del Ejército. Ese año por primera vez la Escuela de Paracaidistas y FF.EE. del Ejército entona el himno del Ejército Los viejos estandartes mientras desfilaban. La Gran Banda de la Guarnición de Santiago inicia su presentación con 36 cajas de frente, forman con mochilas y fue la última vez que el Escuadrón Escolta Presidencial utiliza guerrera blanca. Esta parada militar estuvo a cargo del Mayor General Sergio Candia Muñoz.[cita requerida]
El 14 de septiembre de 2018, Canal 13 anunció su decisión de no transmitir la Parada Militar debido a los cobros excesivos que realizaría TVN para emitir su señal en alta definición.
Para la versión 2019, desfilaron por primera vez integrantes de la PDI.
En 2020 el desfile se reemplazó por una reducida ceremonia en el patio Alpatacal de la Escuela Militar debido al estado de excepción constitucional de catástrofe decretado por la pandemia de COVID-19.

## Ceremonia

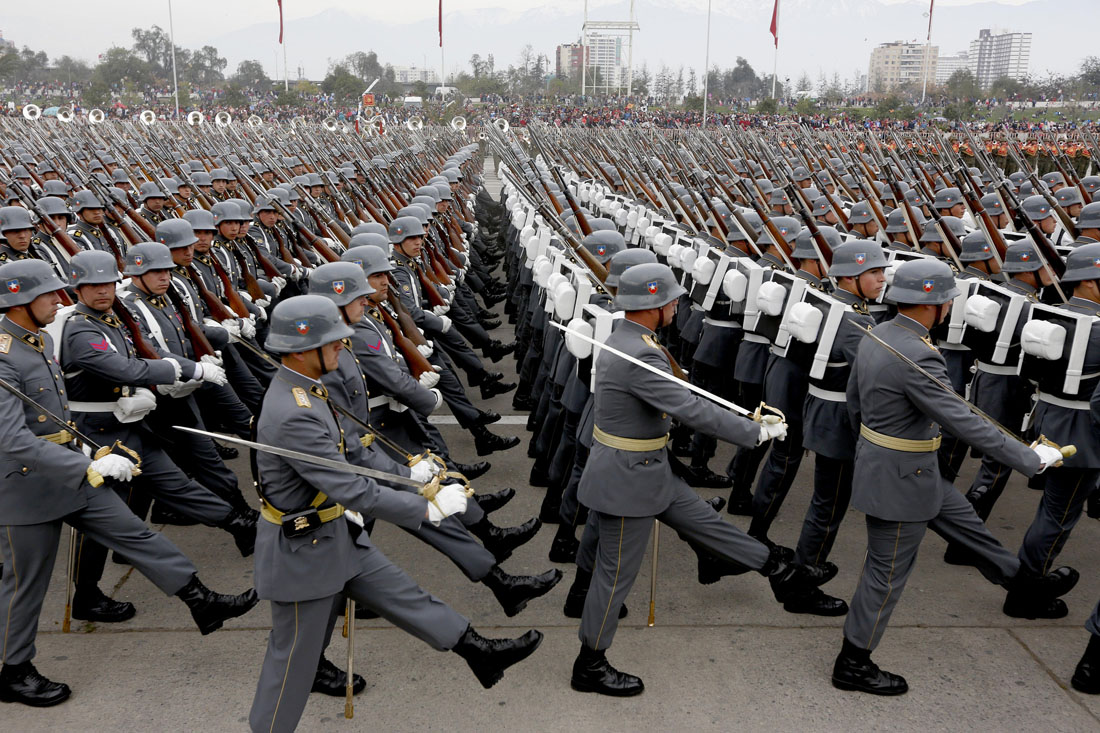
Efectivos del Ejército durante la Parada Militar de 2015.

Actualmente, el desfile es presidido por el presidente de la República de Chile, el ministro de Defensa Nacional y el comandante en jefe del Ejército. Sin perjuicio de lo anterior, son invitadas las más altas autoridades de la República, como los presidentes del Senado, de la Corte Suprema y de la Cámara de Diputados, los ministros de Estado, el cuerpo diplomático, el Arzobispo de Santiago y el Archimandrita del Patriarcado Ortodoxo Griego de Antioquía, entre otros.[cita requerida]
Ocasionalmente, se acostumbra invitar a algunos jefes de ejércitos latinoamericanos o de otras latitudes, como así también representantes de las  armadas, fuerzas aéreas y policías o ministros de Defensa Nacional de otras naciones. Solo en 2008, se invitó a un jefe de Estado que se encontraba en visita oficial realizada durante las fiestas patrias, y se ha hecho tradición durante los últimos años. Además se ha invitado no solo a representantes de FFAA latinoamericanas, también lo han hecho representantes de FFAA, Orden y Seguridad Pública de Estados Unidos, Inglaterra e Italia, más algunos representantes de los Cascos Azules (Fuerzas de paz multinacionales).[cita requerida]
La Parada Militar comienza con la tradicional revista de las tropas, donde participan los cadetes y aspirantes a oficiales de las cuatro escuelas matrices de las Fuerzas Armadas y Carabineros, respectivamente. La revista es realizada por el presidente de la República acompañado del Ministro de Defensa, escoltados por soldados del Regimiento Escolta Presidencial N.º 1 "Granaderos", que alberga al Escuadrón Escolta Presidencial desde 1840. Durante la revista, las bandas de guerra e instrumentales de cada Escuela, y de manera sucesiva a medida que pasa el presidente, ejecutan el Himno Nacional de Chile. Luego de la revista de honor, el club de Huasos y Rodeo "Gil Letelier" se aproxima a la tribuna presidencial, en un hecho que se viene realizando desde 1952. Allí, se le ofrece el tradicional brindis de "chicha en cacho" al Presidente, al Comandante en Jefe del Ejército y al resto de las autoridades presentes. Posteriormente, se ofrece también un "esquinazo" que contempla tres pies de cueca, el baile nacional de Chile.[cita requerida]
Luego de aquello, el Comandante de la Guarnición de Ejército de la Región Metropolitana de Santiago, investido como "Jefe de las Fuerzas de Presentación", con rango de General de Brigada o General de División, se acerca al Presidente de la República para solicitar autorización para iniciar el desfile. Una vez concedido el permiso, abre el desfile la Banda de Guerra e Instrumental de la Escuela Militar con su tambor mayor, corneta mayor y músico mayor.[cita requerida]
Durante los últimos años, el número de personal y material que desfila ha sido recortado pues el despliegue supone altos costos operacionales para las Fuerzas Armadas y Carabineros de Chile. Antiguamente el Ejército presentaba solamente unidades con base en la II División y la División Escuelas, pero con el paso de los años se ha dado la tónica de presentar unidades de las divisiones restantes.[cita requerida]

## Desfile
Durante el desfile, el orden de paso es el siguiente:

### Jefe de las Fuerzas de Presentación
Desfila el comandante de la guarnición del Ejército Región Metropolitana o algunas veces el comandante de apoyo a la Fuerza y su cuartel general, montados a caballos o en vehículos.

### Escuela Militar del Libertador Bernardo O'Higgins
Desfila al son de Radetzky, marcha de desfile de la escuela desde 1896, interpretada por la Banda de Guerra e Instrumental de la escuela, que usa el uniforme que incluye el casco prusiano con penacho rojo, símbolo de los músicos militares del Ejército. Desfila esta Escuela al mando del director del instituto, usualmente un coronel, junto al su estado mayor, totalmente montados a caballos.

### Escuela Naval Arturo Prat
Desfila al son de la marcha  Los nibelungos desde la década de 1940, interpretada por la Banda de Guerra e Instrumental de la Escuela. La escuela desfila al mando del director del instituto que es un capitán de navío.

### Escuela de Aviación del Capitán Manuel Ávalos Prado
Destacan la Escuadrilla de Alta Acrobacia Halcones y la escuadrilla de aviones de instrucción básica T-35 Pillán fabricados por ENAER y que son de dotación de la Escuela de Aviación. Desfila al son de la marcha Gloria a los héroes desde 1993 (antiguamente desfilaba con la marcha Saludos al regimiento entre 1980 y 1992), que interpreta la Banda de Guerra e Instrumental. Desfilan al mando del director del instituto, comúnmente con grado de coronel de aviación.

### Escuela de Carabineros del General Carlos Ibáñez del Campo
Destacan los aspirantes a oficiales extranjeros alumnos de la Escuela, que desfila al son de la marcha Parada de los grandes hombres desde 1987 (antiguamente desfilaba con la marcha Desfile de Carabineros) interpretada por la Banda de Guerra e Instrumental. La tenida de desfile de los aspirantes es de oficiales de caballería, con botas de montar y sables al hombro. Desfilan al mando del director del instituto, comúnmente un coronel de Carabineros.
En 2019, por primera vez en su historia, la Escuela de Investigaciones Policiales de la Policía de Investigaciones de Chile desfiló con el apoyo de las bandas instrumental y de guerra de Carabineros de Chile.

### EscalónArmada de Chile
Desfila al mando del director de Educación de la Armada o el comandante en jefe de la Primera Zona Naval, que es un contralmirante o comodoro. Congrega las siguientes unidades que se han presentado los últimos veinte años:
| - Academia Politécnica Naval - Escuela de Grumetes - Unidades representativas de desembarco de la Escuadra Nacional, Fuerza de Submarinos y Guarniciónes Navales - Batallón de Infantería de Marina N.º 21 "Miller" - Escuela de Infantería de Marina y otras unidades del Cuerpo de Infantería de Marina | - Agrupación de Oficiales de Reserva Naval - Comando de Fuerzas Especiales - Aviación Naval |

El desfile de este escalón es al son de las marchas:
1. "Recuerdos de treinta años" (marcha oficial de parada de la Armada)
2. "Regimiento Escuela en desfile" (para la Escuela de Grumetes)
3. "Himno del Cuerpo de Infantería de Marina" (Escuela de Infantería de Marina y Batallón de I.M. N.º 21 "Miller")

A veces se interpretan otras marchas que la Banda de Guerra y de Músicos de la Primera Zona Naval y Academia Politécnica Naval decidan, participando algunas veces la Banda de la Escuela de Grumetes "Alejandro Navarrete Cisterna".

### EscalónFuerza Aérea de Chile
Desfila al mando del comandante en jefe de la Guarnición Aérea de Santiago y la II Brigada Aérea o el director del Educación de la Fuerza Aérea, que es un general de brigada aérea. Congrega a:
| - Escuela de Especialidades Sargento 1.º Adolfo Menadier Rojas - Unidades Aéreas de la Guarnición Aérea de Santiago y Segunda Brigada Aérea - Regimiento de Artillería Antiaérea y Fuerzas Especiales de la FACh - Unidades de Infantería de Aviación de la FACh | - Reserva Aérea de la FACh - Unidades aéreas como aviones de combate y helicópteros que sobrevuelan la ciudad - Vehículos de combate de la Fuerza Aérea |

El desfile es ejecutado por la Banda de Guerra e Instrumental de la Escuela de Especialidades "Sargento 1.º Adolfo Menadier Rojas", que consta de las marchas:
1. "Viejos Camaradas" (marcha oficial de parada de la Fuerza Aérea)
2. "Fanfaren Voran" (para el subescalón Unidades de la Guarnición Aérea de la Reg. Metropolitana)
3. "Caballeros cruzados" (para el subescalón Regimiento de Artillería Antiaérea y FF.EE.)

### EscalónCarabineros de Chile
Desfila al mando del director de Educación, Doctrina e Historia de Carabineros, general de Carabineros, y congrega a:
| - Contingente de alumnos extranjeros Aspirantes a Suboficiales de las Escuelas de Carabineros - Escuadrón Histórico de la Dirección General - Escuela de Suboficiales "Sub. My. Fabriciano González Urzúa" - Escuela de Formación Policial de Carabineros "Alguacil Mayor Juan Gómez de Almagro" - Escuela de Especialidades de Carabineros de Chile - Escuela de Fronteras "Teniente Hernán Merino Correa" - Escuela de Caballería "General Óscar Cristi Gallo" - Escuela de Adiestramiento Canino | - Grupo de Operaciones Policiales Especiales (GOPE) - Prefectura del Fuerzas Especiales - Grupos de Rescate y Respuesta Rápida - Unidades motorizadas, montadas y aéreas |

Desfilan con las marchas:
- "Secunderabad" (marcha oficial de parada de Carabineros)
- "Húsares de la Reina" (para el subescalón montado)
- "Marcha de Caballería de Fehrbellin" (para el subescalón montado)
- "Por Cuarto en Desfile" (para el subescalón Prefectura de tránsito)

### EscalónEjército de Chile
Desfilan todas las unidades al mando del director de la División Escuelas o del comandante en jefe de la II División de Ejército, que comúnmente es un general de brigada, antiguamente un brigadier general. Durante las últimas décadas se han congregado:

#### Subescalón Estandartes de Combate
Este subescalón está formado por los estandartes de combate de todas las unidades del Ejército de Chile en todo el territorio nacional.

#### Subescalón Unidades de operaciones de Paz Multinacional
Está integrado por personal de las tropas de paz del Ejército, representando por la Batallón Chile y la Fuerza de Paz Binacional "Cruz del Sur".

#### Comando de la Reserva del Ejército
Está representando por las oficiales, suboficiales y soldados de los unidades de reserva del Ejército.

#### Subescalón Histórico
- Una compañía del Regimiento de Infantería N.º 1 "Buin" (en uniforme de Granadero del Regimiento de Infantería "Granaderos de Chile")
- Compañía Histórica del Regimiento N.º 6 "Chacabuco" (en uniforme de la guerra del Pacífico de la Cuarta Compañía del Regimiento 6.º de Línea "Chacabuco")
- Una escuadrón histórico del Regimiento de Caballería N.º 3 "Húsares"
- Una compañía de alumnos de la Escuela de Infantería del Ejército (en los primeros uniformes prusianos)
- Compañía Histórica reservista del Regimiento N.º 16 "Talca" (en uniforme de la guerra del Pacífico de los integrantes del Batallón Cívico "Talca")

#### División Escuelas
- Escuela de Suboficiales
- Escuela de Infantería
- Escuela de Telecomunicaciones
- Escuela de los Servicios

#### Comando de Operaciones Terrestres
Está representando por las unidades divisionarias y de la Comandancia General de la Guarnición del Ejército Región Metropolitana, que a su vez está compuesto por:
| - Regimiento de Infantería N.º 1 "Buin" - Regimiento N.º 2 "Maipo" - Brigada Motorizada N.º 1 "Calama" - Destacamento de Montaña N.º 9 "Arauco" - Brigada Motorizada N.º 4 "Rancagua" | - Regimiento N.º 23 "Copiapó" - Destacamento Motorizado N.º 14 "Aysén" - Brigada Acorazada N.º 4 "Chorrillos" - Regimiento de Policía Militar N.º 1 "Santiago" - Regimiento Logístico N.º 1 "Bellavista" |

#### Escalón Andino
- Escuela de Montaña
- Compañía Andina N.º 20 "Cochrane"
- Destacamento de Montaña N.º 3 "Yungay"
- Regimiento N.º 12 "Sangra"

#### Subescalón Fuerzas Especiales
- Brigada de Operaciones Especiales "Lautaro"
- Escuela de Paracaidistas y Fuerzas Especiales

#### Subescalón Aviación de Ejército
Está formado por los aviones y helicópteros de la Brigada de Aviación del Ejército de Chile

#### Subescalón Motorizado, Mecanizado y Acorazado
Está formado por vehículos de combate de diversas unidades del Ejército

#### Subescalón Montado
Este subescalón está formado por:
- Regimiento Escolta Presidencial N.º 1 "Granaderos", Grupo Escolta Presidencial de la República de Chile
- Material y cañones tractados a caballo (cañones Krupp) del Regimiento de Artillería N.º 1 "Tacna"

Las marchas interpretadas por este escalón son:
| - "Los viejos estandartes" (Himno oficial del Ejército de Chile desde 1975, con el que se inicia el desfile) - "Marcha triunfal del Ejército" (marcha de inicio del desfile desde 1995 hasta 2001) - "Honores a Palena" - "Himno del Regimiento Chacabuco" - "Landgraf" (Desde 1985 hasta 2010, retomada el 2019 para el paso de la Escuela de Suboficiales) - "Dragoneantes en desfile" (paso de la Escuela de Suboficiales entre el 2011 y el 2018) - "Brigada azul" - "Cuando flamea mi bandera" - "Le Régiment de Sambre-et-Meuse" - "Glorias prusianas" - "Adiós al Séptimo de Línea" - "Himno de la Infantería" - "Mi fusil y yo" | - "Himno del Regimiento Buin (entre el 2002 y el 2008, para el paso de esta ultima)" - "Himno del Regimiento Maipo" - "Lautaro" - "Maestro alemán" - "Clarines de Avranche" - "Himno de la alta montaña" - "Himno del Escuela de Montaña" - "Marcha San Petersburgo" - "Batería 280" - "En Revenant de la Revue" - "Panzerlied" - "Húsares de la Reina" - "Granaderos al galope" - "Orfelina" - "Preußischer Präsentiermarsch" |

Todas son interpretadas por la Gran Banda Militar de Guerra e Instrumental de la Guarnición del Ejército de la Región Metropolitana, salvo las tres últimas y la marcha Glorias Prusianas. La Banda Montada de Clarines e Instrumental del Regimiento de Caballería Blindada N.º 1 "Granaderos" se ha presentado desde la Parada Militar de 1999.

## Voces y locutores de la ceremonia
Patricio Bañados fue quien presentó la primera Parada Militar que se transmitió por televisión el 19 de septiembre de 1962, en el entonces naciente Canal 9 de la Universidad de Chile, actual Chilevisión. Además, presentó la Parada Militar entre 1991 y 2005 a través de la cadena de Anatel. Desde 2006 a 2010, la presentación fue realizada por el periodista Juan José Lavín, y desde 2011 a la fecha es realizada por el periodista Davor Gjuranovic de Televisión Nacional.
Las presentaciones de los diferentes escalones y escuelas matrices son narradas por locutores que han sido tanto militares como conocidos personajes pertenecientes a la radio o la televisión.
Policía de Investigaciones de Chile:
| Locutor              | Período           | Notas                                  |
| -------------------- | ----------------- | -------------------------------------- |
| Roger Rumeau Saldias | 2019, 2021 - 2022 | Ex locutor de radio El Conquistador Fm |

Carabineros de Chile:
| Locutor                     | Período                 | Notas |
| --------------------------- | ----------------------- | --- |
| Petronio Romo               | 1989 - 1991 1993 - 1995 | Locutor de radio y de tandas publicitarias tanto de radio como televisión. |
| Pedro Duguett Aroca         | 1996 - 2002             | Teniente coronel, perteneciente a departamento de Relaciones Públicas de Carabineros. |
| Vanessa Reiss               | 2003                    | La primera mujer locutora en la historia de la parada militar, por parte de este escalón, también locutora de radio. |
| Juan Guillermo Vivado       | 2004 - 2006             | Exconductor de televisión. |
| Juan Pablo Moreno Cisternas | 2007 - 2009             | Mayor de Carabineros. |
| Christian Gordon Díaz       | 2010 - 2018             | Conocido locutor profesional de radio y televisión. |
| Gladys Cárdenas             | 2019, 2021 - 2022       | La segunda mujer locutora en la historia de la parada militar, por parte de este escalón, también locutora de la Radio Carabineros de Chile. |
| María José Torrealba        | 2023 - presente         | La tercera mujer locutora en la historia de la parada militar, por parte de este escalón, Actual voz Institucional de TV Mas, Ex voz en off de Mucho Gusto (Mega) y Vertigo (Canal 13), actriz de doblaje internacional, también locutora de la Radio Carabineros de Chile. |

Fuerza Aérea de Chile:
| Locutor                        | Período                 | Notas |
| ------------------------------ | ----------------------- | --- |
| Carlos Pfeiffer                | 1984 - 1990             | Suboficial en retiro de la institución y exlocutor de Radio Agricultura.                                            |
| Luis Sambra                    | 1993 - 1994 1998 - 2000 | Locutor de una radio local de Colina.                                                                               |
| César Antonio Santis           | 1996 2001 - 2017 2024   | Comandante de escuadrilla de reserva, expresentador y animador de televisión.                                       |
| Fernando Solís Lara            | 2018                    | Locutor de radio y televisión.                                                                                      |
| Jaime Mella Gayoso             | 2021 - 2022             | Suboficial Mayor de la institución.                                                                                 |
| Juan Francisco Canales Viancos | 2023                    | Periodista y asesor de comunicación estratégica de la comandancia en jefe de la FACH, ex lector de noticias de CNN. |

Entre los años 1995 a 2019, durante el paso del escalón Fuerza Aérea de Chile o durante la revista preparatoria de dicha ceremonia, la locución la realizaba el teniente de reserva Juan Luis Arenas Salvo .
Armada de Chile:
| Locutor                    | Período                                     | Notas |
| -------------------------- | ------------------------------------------- | --- |
| Fernando Nicolás Vargas    | 1980 - 1995                                 | Capitán de Corbeta Reserva Naval. |
| Patricio Herrera López     | 2001 - 2004                                 | Capitán de Fragata (R), ex Director del Museo Marítimo de Chile. |
| Jorge Bastías Videla       | 2005 - 2007                                 | Capitán de Fragata, Jefe de la Oficina de Coordinación Protocolar de la Armada. |
| Guillermo Sepúlveda Burgos | 2008 - 2009 2011 2018 - 2019 2022- presente | Teniente 1° Reserva Naval. |
| Francis Buccarey Castillo  | 2010                                        | Teniente 2° LT Reserva Naval y Relacionador Público de la Escuela Naval "Arturo Prat".                                                                                             |
| Eduardo Riveros Behnke     | 2012 2014 - 2016                            | Subteniente Reserva Naval, hombre de radio y televisión, conocido públicamente por su trabajo como lector de noticias.                                                             |
| Mauricio Reyes Ferrada     | 2013 y 2017                                 | Conocido locutor de comerciales y publicidad radial durante las décadas de 1980 y 1990 y ex voz en off del programa Contacto de Canal 13 y ex locutor de Radio Naval y Digital FM. |
| Patricia Silva Espinosa    | 2013 y 2017                                 | Actual locutora de Radio Naval y ex locutora de Radio Digital FM. |
| Claudio López Araya        | 2021                                        | Suboficial perteneciente a la Tercera Zona Naval, Punta Arenas. |
| Javiera Andrade Agurto     | 2022                                        | Teniente 1° perteneciente a la Dirección de Comunicaciones de la Armada. |

Hasta el año 2011, la Armada de Chile no había presentado voces vinculadas a medios de comunicación; sus locutores fueron habitualmente Oficiales de línea o de la Reserva Naval, relacionados al ámbito de Relaciones Públicas de la Armada o de la Escuela Naval "Arturo Prat".
Ejército de Chile:
| Locutor                    | Período                           | Notas |  |
| -------------------------- | --------------------------------- | --- |  |
| Martín Rodríguez           | 1974 - 1987                       | Mayor de ejército y ex locutor de Radio San Cristóbal y Radio Agricultura. |  |
| Marcelo Cofré Cisterna     | 1988 - 1996                       | Periodista, empleado civil contratado por el Departamento de Relaciones Públicas del Ejército. |  |
| Gustav Meyerholz Fernández | 1997 - 2001                       | Mayor de Ejército, además locutor oficial de la ceremonia y también fue segundo locutor entre 1992 y 1996. |  |
| Robert Casas Rosas         | 1999-2003                         | Cabo 1° de la Escuela de Telecomunicaciones del Ejército de Chile. |  |
| Amaro Gómez Pablos         | 2003                              | Periodista y lector de noticias de TVN, solo relató el paso del escalón Ejército de Chile. |  |
| Alejandro González         | 2004 - 2006                       | Capitán de Ejército de la Guarnición de Santiago |  |
| Rodrigo Arredondo Vicuña   | 2007 - 2010                       | Capitán de Ejército perteneciente al departamento cultural e histórico del Ejército, solo efectuaba locuciones en las preparaciones y en la revista preparatoria del jefe de las fuerzas del evento. |  |
| Javier Miranda             | 2007 - 2010                       | Ex animador y locutor de TV y exmiembro de Canal 13. |  |
| Víctor Hugo Burgos Vargas  | 2011 2014 - 2019; 2021 - presente | Teniente coronel en retiro, perteneciente al departamento de ceremonial y protocolo de la Comandancia General de la Guarnición Militar de Santiago y a su vez locutor oficial de todas las ceremonias y actividades protocolares del Ejército.                                                              |  |
| Carolina Urrejola          | 2012                              | En una decisión inédita en la historia del Ejército de Chile, la periodista de Canal 13, fue la primera mujer en ser locutora oficial de la Parada Militar y relatora del paso de las tropas del Ejército. La decisión se basó en dar una señal de apertura y cambio, de inserción en los tiempos modernos. |  |
| Eduardo Palacios           | 2013                              | Ex lector de noticias de Mega. |  |
| Paul Frank Rodríguez       | 2014 - 2017                       | Sargento 2° del Regimiento Rancagua de la ciudad de Arica. |  |
| Mónica Aguirre Matulic     | 2014 - 2015 2018                  | Ex lectora de noticias de 24 Horas Red Antofagasta, segunda mujer en ser locutora del ejército. Actual relacionadora pública del Comando de Bienestar de la Institución. |  |
| Cristian Soto Carrasco     | 2017 - 2019 2022                  | Locutor-Voz Conmemoración del Bicentenario de Chile; panelista de CDF y TNT SPORTS, voz comercial y locutor de apoyo en ceremonial y protocolo. |  |
| Gloria García Bravo        | 2023- presente                    | Periodista de dirección de comunicaciones estratégicas del ejército. |  |

Por parte del Ejército, antiguamente los locutores solían ser oficiales de la Guarnición Militar de la Región Metropolitana o del Departamento de Comunicaciones y Relaciones Públicas del Ejército, de la Escuela Militar o de la Escuela de Suboficiales.[cita requerida]